# L'amico della mia amica
L'amico della mia amica (L'ami de mon amie) è un film del 1987 scritto e diretto da Éric Rohmer.
È la sesta ed ultima parte del ciclo Commedie e proverbi (Comédies et proverbes).
La caratteristica principale del film è quella di essere girato in presa diretta, anche se rispetto al consueto, Rohmer lascia poco spazio all'improvvisazione dei suoi attori.  Questa peculiarità si inserisce perfettamente nell'abituale stile del regista e nella stessa Nouvelle Vague, che ha in Rohmer uno dei suoi fondatori. Il film è stato girato nella cittadina a nord-ovest di Parigi di Cergy-Pontoise il cui comune si è avvalso di moderne soluzioni architettoniche e urbanistiche per delle migliori qualità dell'ambiente e stili di vita.

## Trama
(Proverbio)
Blanche si è da poco trasferita a Cergy-Pontoise, cittadina satellite alla periferia di Parigi; un giorno conosce Léa, una studentessa che si siede al suo stesso tavolo a pranzo, e in breve diventano amiche intime. Blanche, che non ha amici in città, si offre di insegnare a nuotare a Léa; in piscina incontrano Alexandre, un giovane ingegnere che ha molto successo con le donne e che fa colpo anche su Blanche.
Léa frequenta un ragazzo, Fabien, ma afferma di essere incerta sul proprio amore. Cerca di creare occasioni perché la nuova amica conosca Alexandre; un giorno lo incontrano in un caffè ma Blanche è così paralizzata dall'emozione che non riesce a esprimersi. Alexandre, inoltre, esce con Adrienne, una studentessa d'arte.
Lea è insoddisfatta del rapporto con Fabien e decide di partire in vacanza con un altro, senza farglielo sapere. Consegna all'amica il proprio biglietto per un incontro di tennis del Roland-Garros dove avrebbe dovuto recarsi con Fabien, Alexandre e Adrienne. Dopo l'incontro Blanche torna a casa, ma in seguito incontra alla stazione ferroviaria Adrienne, che le dice quanto Fabien parli bene di lei. Blanche continua a incontrare per caso Fabien, finché lui la invita a fare windsurf. Nei giorni successivi i due si frequentano e scoprono di aver parecchie cose in comune: cenano insieme, nuotano e fanno lunghe passeggiate. Durante una di queste Blanche scoppia a piangere senza ragione, lui capisce che lei è combattuta e le confessa di amarla, poi la bacia. Blanche resiste, poi si lascia andare. La sera vanno a letto insieme, ma al mattino Blanche dice che non possono andare avanti perché, anche se lui e Léa si sono lasciati, si tratta comunque della sua migliore amica.
Léa torna dalla vacanza, con l'altro uomo non ha funzionato e si rimette con Fabien; il ragazzo, dopo che Blanche gli ha detto che la loro storia non può continuare, si ritiene libero. Partecipano tutti e tre a una festa, arriva anche Alexandre che si è lasciato con Fabienne, Blanche si convince di essere ancora innamorata di lui.
Nel giro di qualche giorno Léa lascia definitivamente Fabien e poi rivela a Alexandre che Blanche è innamorata pazza di lui. Però Blanche non sembra il tipo di Alexandre, che confessa invece di avere sempre avuto un debole per Léa. Lei è titubante, non vorrebbe ferire i sentimenti dell'amica, ma non ci vuole molto a capire che è innamorata. Anche Fabien e Blanche si rivedono, lui confessa di non amare da tempo Léa, l'attrazione è così forte che i due decidono di partire insieme in vacanza.
Léa e Alexandre sono a passeggio mano nella mano, vedono Blanche al tavolo di un ristorante; non possono sapere che sta aspettando Fabien. Alexandre si tiene in disparte, Léa va a chiedere scusa all'amica di essersi messa con l'uomo che le piace, ma nasce un malinteso: Blanche trattiene le lacrime perché crede che stiano parlando di Fabien, sono tutte e due sollevate quando scoprono la verità. Sopraggiunge Fabien, i quattro si riuniscono: domani entrambe le nuove coppie partiranno per le vacanze.

## Critica
(Blanche, durante i titoli di testa del film)
In L'amico della mia amica il colmo della sincerità raggiunge il colmo della perversione.. Il film che conclude il ciclo “Commedie e proverbi” è uno dei più rigidamente programmatici di Rohmer, che cerca una sintesi del percorso nella “moralità” dei personaggi. Il risultato è un delizioso e finissimo esercizio di cinema giocato sulle combinazioni sentimentali. Per l'occasione il regista torna al 35 millimetri.
Rohmer dirige con la consueta delicatezza e attenzione alle sfumature questa storia di amori giovanili e estivi. I cinque protagonisti sono figli della società in cui sono vissuti, una società che ipertrofizza la banlieue parigina dove edifica cittadine modello come Cergy-Pontoise, una città dove si vive per lavorare, ambientazione perfetta per il vuoto edonismo della seconda metà degli anni Ottanta.